# Брежани (община Дебърца)
Вижте пояснителната страница за други значения на Брежани.
 Тази статия е за селото в Северна Македония.  За селото в България вижте Брежани.  За други значения на Брежани вижте Брежани (пояснение).
Брежани (изписване до 1945 година: Брѣжани; на македонска литературна норма: Брежани) е село в община Дебърца на Северна Македония.

## География
Селото е разположено в Долна Дебърца, в източната част на котловината Дебърца между връх Мазатар от юг, Илинската планина от север и Плакенската от изток.

## История
В XIX век Брежани е българско село в нахия Дебърца на Охридската каза на Османската империя. В „Етнография на вилаетите Адрианопол, Монастир и Салоника“, издадена в Константинопол в 1878 година и отразяваща статистиката на населението от 1873 година Брежани (Bréjani) е посочено като село с 80 домакинства с 200 жители българи.
Църквата „Свети Атанасий“ е от XIX век. Според Васил Кънчов в 90-те години Брежани има 80 къщи. Според статистиката му („Македония. Етнография и статистика“) от 1900 година Брежани е населявано от 560 жители, всички българи християни.
На Етнографската карта на Битолския вилает на Картографския институт в София от 1901 година Брежани е чисто българско село в Охридската каза на Битолския санджак с 67 къщи.
В началото на XX век цялото население на селото е под върховенството на Българската екзархия. По данни на секретаря на екзархията Димитър Мишев („La Macédoine et sa Population Chrétienne“) в 1905 година в Брежани има 640 българи екзархисти. При избухването на Балканската война в 1912 година 9 души от Брежани са доброволци в Македоно-одринското опълчение.
Според преброяването от 2002 година селото има 31 жители македонци.
| Националност | Всичко |
| македонци    | 31     |
| албанци      | 0      |
| турци        | 0      |
| роми         | 0      |
| власи        | 0      |
| сърби        | 0      |
| бошняци      | 0      |
| други        | 0      |

В 2003 година митрополит Тимотей Дебърско-Кичевски осветява манастира „Св. св. Петър и Павел“.

## Личности
Родени в Брежани
- Алексо Кузманов Десанов, български революционер от ВМОРО[9]
- Армен Насто (вероятно псевдоним), ръководител на революционния комитет на ВМОРО[10]
- Бимбил Търпев Стефанов, български революционер от ВМОРО.[11]
- Богоя Трифунов Алексов, български революционер от ВМОРО[12]
- Войдин Христов Търпев, български революционер от ВМОРО[11]
- Деспот Брежански, български революционер, деец на ВМОРО
- Гяко Костов Танасков, български революционер от ВМОРО[11]
- Деспот Христов Стойчев, български революционер от ВМОРО[11]
- Евтим Янкулов, български революционер
- Змейко Йовев Божинов, български революционер от ВМОРО[12]
- Илия Миленков (1877 – 1903), български революционер, деец на ВМОРО
- Милуш Янкулов, български търговец
- Наум Цветков, македоно-одрински опълченец, свещеник, Сборна партизанска рота[13]
- Недан Миленков Смилев, български революционер от ВМОРО[11]
- Никола Янев, български учител и революционер от ВМОРО[14]
- Паунко Брежански, български революционер, деец на ВМОРО
- Робе Йонов Янчев, български революционер от ВМОРО[15]
- Сандре Велянов Кършаров, български революционер от ВМОРО[16]
- Робе Йонов Янчев, български революционер от ВМОРО[15]
- Стамена Стефанова, българска революционерка от ВМОРО[11]
- Стефан Трайче, арестуван през септември 1903 година, обвинен в „присъединяване към българските разбойници“, осъден на 5 години каторга, заточен в Диарбекир, амнистиран с общата амнистия от 12 април 1904 година[17]
- Стоян Силянов Лозанов, български революционер от ВМОРО[16]
- Стоян Танасков Митрев, български революционер от ВМОРО[18]
- Стоян Търпев Кръстев, български революционер от ВМОРО[16]
- Христо Славев Стойков, български революционер от ВМОРО[11]
- Христо Трайчев Станков, български революционер от ВМОРО[11]

Починали в Брежани
- Петър Николов (1880 – 1913), български революционер от ВМОРО